# Johannes Christiaan Schotel
Johannes Christiaan Schotel (Dordrecht, 1787 – 1838) fou un pintor del segle xix de l'Holanda del Nord conegut per les seves pintures marines.

## Biografia
Segons el Rijksbureau voor Kunsthistorische Documentatie fou alumne d'Adriaan Meulemans, Martinus Schouman, Abraham Van Strij, i Jacob Van Strij. Fou membre de la societat d'artistes de Dordrecht Pictura i pare de Petrus Johannes Schotel.